# Amphimedon minuta
Amphimedon minuta är en svampdjursart som beskrevs av Cuartas 1988. Amphimedon minuta ingår i släktet Amphimedon och familjen Niphatidae. Inga underarter finns listade i Catalogue of Life.